# The Kyiv Independent
The Kyiv Independent è un giornale online ucraino.

## Storia
The Kyiv Independent è stato fondato nel 2021 da un gruppo di giornalisti licenziati dalla testata Kyiv Post.
La sua direttrice, Olga Rudenko, ha ricevuto nel 2022 il Women of Europe Awards nella categoria "Woman in Action".